# HMS Imogene (1831)
Le HMS Imogene était un navire de sixième rang de classe Conway de la Royal Navy, construit par Pembroke Dockyard et lancé le 24 juin 1831. Il a servi dans les Indes orientales, en Chine et en Amérique du Sud, mais a été accidentellement brûlé alors qu'elle n'était pas en service le 27 septembre 1840.

## Conception et construction
Conçu par Sir Robert Seppings en 1828, la classe Conway était une version plus large du HMS Tyne de 1826. Ils ont été conçus comme des sixième rang, ce qui les a placés dans une catégorie de navires avec entre 24 et 36 canons, et commandés par un officier du grade de capitaine.

Ces navires étaient construits en bois à la manière de la construction navale traditionnelle, bien que des entretoises et des poutres en fer aient été utilisées pour une résistance longitudinale accrue. Ils étaient armés d'un arrangement traditionnel de canons à chargement par la bouche à large bord et à alésage lisse, et en commun avec la pratique contemporaine de la Royal Navy pour les petits navires, ces canons étaient des carronades (à l'exception d'une paire de petites armes d'épaule sur le gaillard comme chasseurs). Vingt caronades de 32 livres ont été montées sur le pont supérieur et six autres caronades de 18 livres ont été placées sur le pont arrière. Le plan de voilure était un gréement de navire entièrement conventionnel, et ils étaient complétés par 175 hommes et garçons.

## Service opérationnel
Après avoir été mis en service le 1er octobre 1831 pour les Indes orientales, il a navigué via le cap de Bonne-Espérance pour Calcutta. En octobre 1832, il partit de Madras pour une croisière vers la Nouvelle-Galles du Sud, visitant la rivière Swan, Hobart et Sydney. En mai 1833, il a livré James Busby, le résident britannique à la baie des îles, Nouvelle-Zélande, et est arrivé en Inde le 11 octobre 1833. Entre novembre 1833 et août 1834, il visita Ceylan, Maurice, Malacca et Singapour avant d'être envoyée en Chine. Sous le commandement du capitaine Price Blackwood, il combattit les forts de Bogue à l'embouchure de la rivière des Perles le 7 septembre 1834 en compagnie de l'Andromaque et de la Louisa. Bien que cinq ports, dont Canton, aient été ouverts aux étrangers plus tôt la même année, les forces chinoises locales ont tenté d'empêcher le passage des navires de la Royal Navy. Après quelques jours d'action intermittente, les forts chinois ont été réduits au silence au prix de 2 tués et 7 blessés, et après que les autorités locales aient désavoué l'action militaire, les navires se sont rendus à Whampoa.
De retour en Angleterre via Manille et le cap de Bonne-Espérance en 1834 et 1835, il fut remis en service à Portsmouth le 11 juin 1836. De juin 1836 à décembre 1839, il servit sur la côte sud-est de l'Amérique sous le commandement du capitaine (plus tard amiral) Henry William Bruce. Il était hors service à Plymouth à partir de janvier 1840.

## Sort

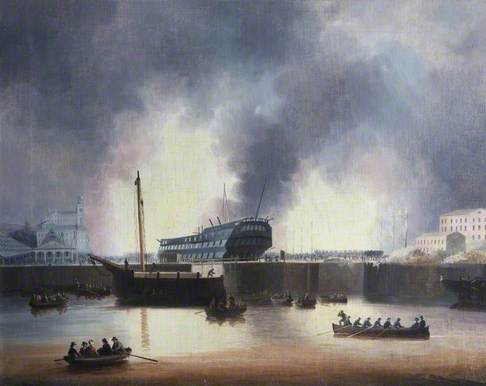
L'incendie du matin du 27 septembre, qui a détruit Talavera et Imogene, a menacé de détruire le chantier naval de Devonport

Imogene a été accidentellement brûlé à Plymouth le 27 septembre 1840 alors qu'il était de réserve. Le chantier naval de Devonport a été le théâtre d'un incendie à grande échelle qui a débuté dans le chantier nord. Le Talavera et l'Imogene ont été complètement éviscérés, le feu s'est propagé au HMS Minden dont le feu a été éteint avec succès, ainsi que les bâtiments et équipements voisins. Les estimations des dommages ont été évaluées à 150 000 £ en argent, et auraient totalisé 500 000 £ si l'incendie n'avait pas été maîtrisé.